# هرمان یانزن
 هرمان جنسن (انگلیسی: Hermann Jansen؛ ۱ ژانویه ۱۸۶۹ – ۱ ژانویه ۱۹۴۵) یک معمار اهل آلمان بود. 